# Åsele kommun
Åsele kommun är en kommun i Västerbottens län i landskapet Lappland i Sverige.
Genom inlandskommunen flyter Gideälven och Ångermanälven. Nationalparken Björnlandet finns i sydöstra lappmarken. Skogsbruket är den traditionella basnäringen, men har mer och mer ersatts av metallindustrin och åkerinäringen. Turistnäringen är växande. 
Befolkningsutvecklingen har sedan 1970-talet varit negativ. Styret i kommunen har genomgående varit rött, med undantag för åren 2014 till 2018, då lokala partier styrde.

## Administrativ historik
Kommunens område motsvarar socknarna Fredrika och Åsele. I dessa socknar bildades när kommunreformen 1862 genomfördes i Lappland 1874/1875 landskommuner med motsvarande namn. 
Åsele municipalsamhälle inrättades i Åsele landskommun 5 juli 1901 och upplöstes 1959 när Åsele köping bildades genom en ombildning av landskommunen.
Kommunreformen 1952 påverkade inte indelningarna i området, då varken Västerbottens eller Norrbottens län berördes av reformen.
Åsele kommun bildades vid kommunreformen 1971 genom av en ombildning av Åsele köping. År 1974 införlivades Fredrika kommun och Dorotea kommun. År 1980 utbröts området som motsvarat Dorotea kommun och återbildades som egen kommun.
Kommunen ingår sedan bildandet i Lycksele domsaga.
Kommunen ingår sedan 2018 i Förvaltningsområdet för samiska, kommunnamnet på samiska är Sjeltien tjïelte .

## Geografi
Kommunen ligger i södra delen av Västerbottens län och gränsar till kommunerna Sollefteå och Örnsköldsvik i Västernorrlands län samt kommunerna Dorotea och Vilhelmina i väster, Lycksele i norr och Bjurholm i öster, samtliga i Västerbottens län. Centralort är Åsele med 1 706 invånare som är kommunens enda tätort där 60,2 % av kommunens invånare bodde 2015.

### Topografi och hydrografi
Landskapet präglas av ett kraftigt kuperat platåområde med höjder täckta av barrskog och omväxlande moränmarker som bjuder på myrar och sjöar. Den underliggande berggrunden består huvudsakligen av granit med inslag av ådergnejs. Stöttingfjället i norr är känt för sina stora myrområden och urskogar. 
Mellan de kuperade höjderna sträcker sig huvudsakligen nordvästliga dalstråk, genom vilka Lögdån (Lögdeälven), Gigån (Gideälven) och Ångermanälven slingrar sig fram. I vissa dalstråk återfinns omfattande isälvsavlagringar, ofta täckta av högväxande tallskog. I det mångfacetterade myrområdet vid Yxsjö norr om Åsele finns en variation av kärr, blandmyr och sumpskog.
Den odlade marken är begränsad och återfinns främst kring Ångermanälven där jordarna är finsandiga.
Nedan presenteras andelen av den totala ytan 2020 i kommunen jämfört med riket.
|  | Bebyggelse (1,1 %) |

|  | Skog (82,6 %) |

|  | Öppen myrmark (11,8 %) |

|  | Jordbruksmark (0,1 %) |

|  | Övrig mark (4,3 %) |

|  | Bebyggelse (3,1 %) |

|  | Skog (68,0 %) |

|  | Öppen myrmark (7,2 %) |

|  | Jordbruksmark (7,4 %) |

|  | Övrig mark (14,3 %) |

### Naturskydd
Björnlandets nationalpark med en av Sveriges värdefullaste urskogar är belägen i Åseles lappmark. Parken bildades 1991 och har tallskog och sumpskog med hänglav. Då inlandsklimatet är kärvt är floran artfattig. Området används också för renskötsel.

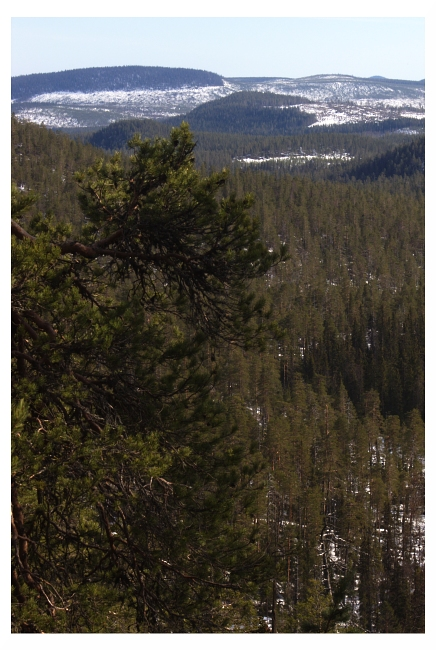
Björnlandets nationalpark.

Förutom nationalparken finns också 57 naturreservat i kommunen.

### Administrativ indelning
Fram till 2016 var kommunen för befolkningsrapportering indelad i en enda församling, Åsele-Fredrika församling.

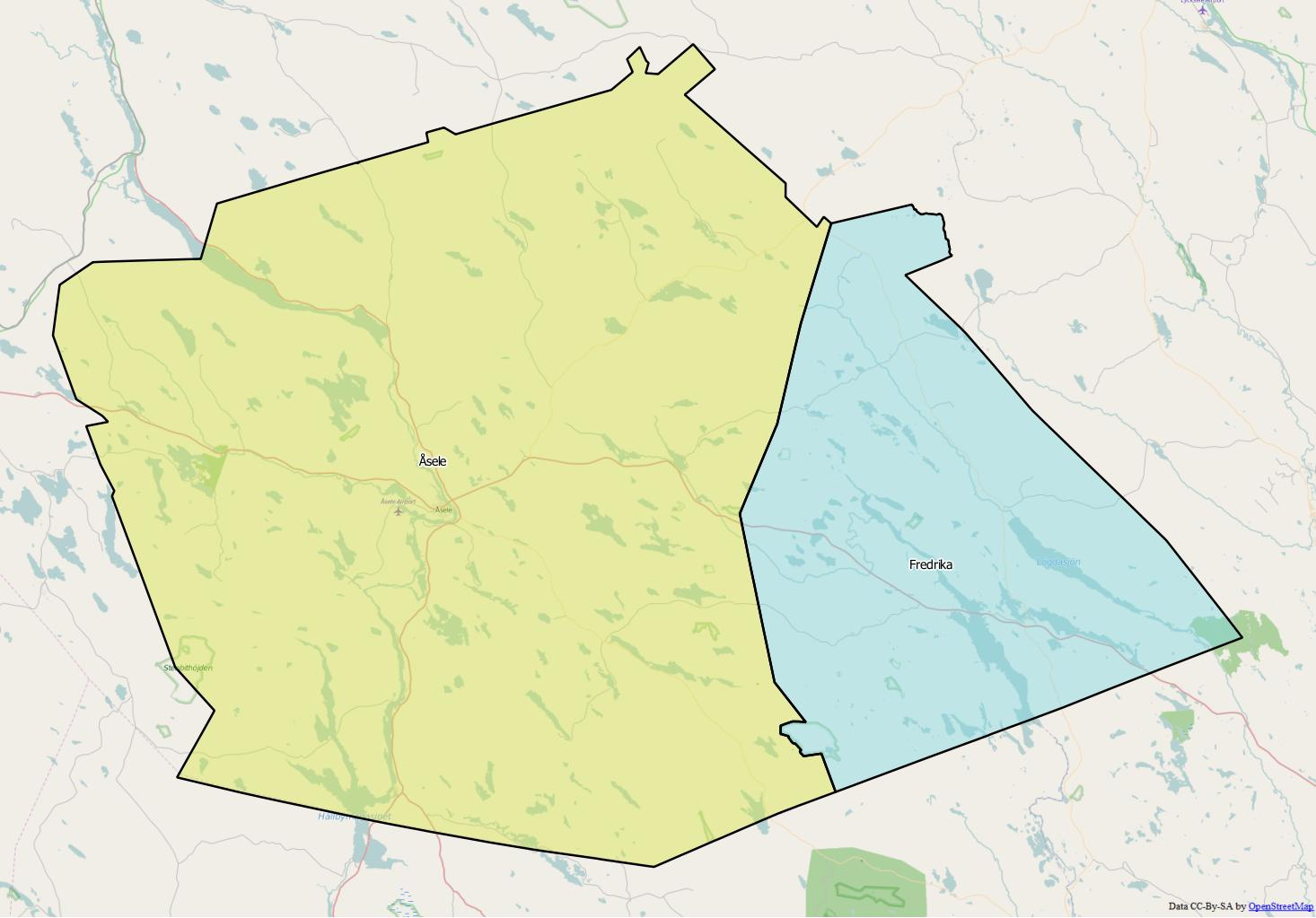
Distrikt (socknar) inom Åsele kommun.

Från 2016 indelas kommunen i två distrikt, vilka motsvarar de tidigare socknarna – Fredrika och Åsele.

### Tätorter
I Åsele kommun fanns vid tätortsavgränsningen 2015 endast en tätort, Åsele, som hade 1 685 invånare den 31 december 2016.

## Styre och politik

### Styre
Åsele kommun var socialdemokratiskt styrt, med stöd av Vänsterpartiet, fram till valet 2014. Dess socialdemokratiska kommunalråd var Peter Lindström. Efter valet 2014 tog de båda lokala partierna Åselepartiet och Opinion över. Åsele var då den enda kommunen i Sverige som styrdes av enbart lokala partier. Sedan valet 2018 styr Socialdemokraterna kommunen med stöd av Åselepartiet.

### Kommunfullmäktige

#### Presidium
| Presidium 2022–2026    | Presidium 2022–2026 | Presidium 2022–2026 |
| ---------------------- | ------------------- | ------------------- |
| Ordförande             | ÅSP                 | Anders Westman      |
| Förste vice ordförande | C                   | Sylvia Samuelsson   |

#### Mandatfördelning 1970–2022
| 16 | 6 | 5 |  | 2 |

| 25 | 5 |

|  | 21 | 10 | 6 |  | 2 |

| 32 | 9 |

|  | 22 | 9 | 6 |  | 2 |

| 31 | 10 |

|  | 18 | 6 | 3 |  | 2 |

| 21 | 10 |

|  | 19 | 6 | 2 |  | 2 |

| 18 | 13 |

|  | 18 | 6 | 2 | 2 | 2 |

| 22 | 9 |

| 20 | 6 | 2 | 2 |  |

| 20 | 11 |

| 17 | 7 | 2 | 3 | 2 |

| 22 | 9 |

| 16 | 5 | 5 |  | 2 | 2 |

| 18 | 13 |

| 13 | 7 | 6 |  | 2 | 2 |

| 17 | 14 |

| 3 | 13 | 5 | 7 |  |  |  |

| 20 | 11 |

| 2 | 14 | 6 | 4 | 2 | 2 |  |

| 19 | 12 |

| 2 | 16 | 11 | 2 |

| 19 | 12 |

| 2 | 9 | 5 | 11 | 3 |  |

| 20 | 11 |

| 2 | 12 | 6 |  | 9 |  |

| 16 |  | 14 |

| 2 | 11 | 5 | 5 | 2 |

| 13 | 12 |

### Nämnder

#### Kommunstyrelse
Totalt har kommunstyrelsen nio ledamöter, varav tre tillhör Socialdemokraterna, tre Centerpartiet, två Åselepartiet och en Liberalerna. Från 2018 är kommunstyrelsens ordförande endast en av två kommunalråd i kommunen.
| Presidium 2022–2026 | Presidium 2022–2026 | Presidium 2022–2026 |
| ------------------- | ------------------- | ------------------- |
| Ordförande          | S                   | Andreas From        |
| Vice ordförande     | L                   | Torsten Lundborg    |

#### Lista över kommunstyrelsens ordförande
- Thore Sörlin, Socialdemokraterna, 1971–1973[21][22]
- Kjell-Erik Edblom, Socialdemokraterna, 1974–1979[23][24][25]
- Tore Möller, Socialdemokraterna, 1980–1985[26][27][28]
- Anders Westman, Socialdemokraterna, 1986–1988[29][30][31]
- Svante Söderqvist, Socialdemokraterna, 1989–1994[32][33][34]
- Sören Skoglund, Socialdemokraterna, 1995–1998[35][36][37]
- Sam Ersson, Centerpartiet, 1998–2002[38]
- Bert-Rune Dahlberg, Socialdemokraterna, 2002–18 juni 2012[39]
- Peter Lindström, Socialdemokraterna, 18 juni 2012–2014[39]
- Brage Sundberg, Åselepartiet, 2014–oktober 2016[40]
- Linnéa Lindberg, Åselepartiet, 2016–2018[41]
- Andreas From, Socialdemokraterna, 1 januari 2019–[42]

Denna lista hämtas från Wikidata. Informationen kan ändras där.

#### Övriga nämnder
| Nämnd                      | Ordförande | Ordförande      | Vice ordförande | Vice ordförande |
| -------------------------- | ---------- | --------------- | --------------- | --------------- |
| Miljö- och byggnadsnämnden | S          | Tomas Ekman     | C               | Frank Schöne    |
| Valnämnden                 | S          | Lina Nordlander | C               | Sylvia Schöne   |

## Ekonomi och infrastruktur

### Näringsliv
Basen för näringslivet har traditionellt varit skogsbruket. Men sysselsättningsmässigt har skogsbrukets betydelse blivit allt mindre viktigt då metallindustrin och åkerinäringen vuxit till exempel är plåtbearbetningsföretaget ÅMV Production AB är ett av de större företaget i kommunen. Dessutom växer turistnäringen i och blir allt viktigare i kommunen.

### Infrastruktur

#### Transporter
Riksväg 90 följer Ångermanälven från söder genom kommunen, dessutom går även E45 och 92 genom området. Samebyar har vinterbetesmarker i Åsele kommun vilket innebär att renar vistas på och kring vägarna.

#### Utbildning
Åsele Centralskola och Fredrika skola är kommunens två grundskolor. Gymnasieskola saknas i kommunen, men för  studier i Vilhelmina och Lycksele kommuner är det möjligt att dagspendla.

#### Sjukvård
I kommunen finns en sjukstuga, denna har samarbete med hälsocentralen i Dorotea kommun. Det är 10 mil till närmaste sjukhus, Lycksele sjukhus. Men sjukstugan har öppenvård och dygnetruntverksamhet med fyra akutvårdsplatser.

## Befolkning

### Demografi

#### Befolkningsutveckling
Kommunen har 2 694 invånare (31 december 2024), vilket placerar den på 286:e plats avseende folkmängd bland Sveriges kommuner. 
Mellan 1970 och 2015 minskade befolkningen i Åsele kommun med 46,5 % jämfört med hela Sveriges befolkning som under samma period ökade med 18,0 %.
| Befolkningsutvecklingen i Åsele kommun 1970–2020 | Befolkningsutvecklingen i Åsele kommun 1970–2020 | Befolkningsutvecklingen i Åsele kommun 1970–2020 | Befolkningsutvecklingen i Åsele kommun 1970–2020 | Befolkningsutvecklingen i Åsele kommun 1970–2020 |
| --- | ------------------------------------------------ | ------------------------------------------------ | ------------------------------------------------ | ------------------------------------------------ |
| |                                                  |                                                  |                                                  |                                                  |
| År |                                                  |                                                  | Folkmängd                                        |                                                  |
| 1970 | 1970                                             |                                                  | 5 297                                            |                                                  |
| 1975 | 1975                                             |                                                  | 4 895                                            |                                                  |
| 1980 | 1980                                             |                                                  | 4 719                                            |                                                  |
| 1985 | 1985                                             |                                                  | 4 342                                            |                                                  |
| 1990 | 1990                                             |                                                  | 4 114                                            |                                                  |
| 1995 | 1995                                             |                                                  | 4 012                                            |                                                  |
| 2000 | 2000                                             |                                                  | 3 624                                            |                                                  |
| 2005 | 2005                                             |                                                  | 3 322                                            |                                                  |
| 2010 | 2010                                             |                                                  | 3 039                                            |                                                  |
| 2015 | 2015                                             |                                                  | 2 832                                            |                                                  |
| 2020 | 2020                                             |                                                  | 2 805                                            |                                                  |
| Anm: Uppgifterna avser förhållandena den 31 december enligt den kommunala indelningen den 1 januari året efter. Befolkningssiffran för Dorotea kommuns område, som ingick i Åsele kommun mellan 1974 och 1979, ingår inte i den här tabellen. |                                                  |                                                  |                                                  |                                                  |

#### Befolkningstäthet
Kommunen hade den 31 december 2017 en befolkningstäthet på 0,7 invånare per km², medan den i riket var 24,8 inv/km². Medelåldern i kommunen år 2016 var 47,6 år (varav 46,3 år för män och 49,0 år för kvinnor) vilket ligger över rikets genomsnitt på 41,2 år (varav 40,3 år för män och 42,2 år för kvinnor).

#### Utländsk bakgrund
Den 31 december 2016 utgjorde antalet invånare med utländsk bakgrund (utrikes födda personer samt inrikes födda med två utrikes födda föräldrar) 403, eller 14,02 % av befolkningen (hela befolkningen: 2 875 den 31 december 2016). Den 31 december 2002 utgjorde antalet invånare med utländsk bakgrund enligt samma definition 117, eller 3,34 % av befolkningen (hela befolkningen: 3 499 den 31 december 2002).
| Bakgrund den 31 december 2016                             | Antal | Andel   | Varav män | Kvinnor |
| --------------------------------------------------------- | ----- | ------- | --------- | ------- |
| Utrikes födda                                             | 376   | 13,08 % | 199       | 177     |
| Inrikes födda med två utrikes födda föräldrar             | 27    | 0,94 %  | 15        | 12      |
| Inrikes födda med en inrikes och en utrikes född förälder | 83    | 2,89 %  | 41        | 42      |
| Inrikes födda med två inrikes födda föräldrar             | 2 389 | 83,10 % | 1 247     | 1 142   |

#### Utländska medborgare
Den 31 december 2016 hade 297 invånare (10,33 %), varav 168 män och 129 kvinnor, ett utländskt medborgarskap och saknade samtidigt ett svenskt sådant. Personer som har både utländskt och svenskt medborgarskap räknas inte av Statistiska centralbyrån som utländska medborgare.

#### Invånare efter de vanligaste födelseländerna
Denna tabell redovisar födelseland för Åsele kommuns invånare enligt den statistik som finns tillgänglig från Statistiska centralbyrån (SCB). SCB redovisar endast födelseland för de fem nordiska länderna samt de 12 länder med flest antal utrikes födda i hela riket. En person som inte kommer från något av de här 17 länderna har istället av SCB förts till den världsdel som födelselandet tillhör. Personer födda i Sovjetunionen samt de personer med okänt födelseland är också medtagna i statistiken.
| Födelseland 31 december 2017 | Födelseland 31 december 2017      | Födelseland 31 december 2017 | Födelseland 31 december 2017                     | Födelseland 31 december 2017 |
| ---------------------------- | --------------------------------- | ---------------------------- | ------------------------------------------------ | ---------------------------- |
| Nr                           | Land/världsdel                    | Antal                        | Andel                                            | Andel i hela riket           |
| 1                            | Sverige                           | 2 473                        | 86,02 %                                          | 81,45 %                      |
| 2                            | Europeiska unionen: Övriga länder | 96                           | 3,34 %                                           | 2,15 %                       |
| 3                            | Afghanistan                       | 38                           | 1,32 %                                           | 0,43 %                       |
| 4                            | Tyskland                          | 34                           | 1,18 %                                           | 0,50 %                       |
| 5                            | Thailand                          | 22                           | 0,77 %                                           | 0,41 %                       |
| 6                            | Asien: Övriga länder              | 21                           | 0,73 %                                           | 2,22 %                       |
| 6                            | Eritrea                           | 21                           | 0,73 %                                           | 0,39 %                       |
| 8                            | Finland                           | 20                           | 0,70 %                                           | 1,49 %                       |
| 8                            | Syrien                            | 20                           | 0,70 %                                           | 1,70 %                       |
| 10                           | Polen                             | 16                           | 0,56 %                                           | 0,90 %                       |
| 11                           | Europa utom EU: Övriga länder     | 11                           | 0,38 %                                           | 0,77 %                       |
| 12                           | Afrika: Övriga länder             | 8                            | 0,28 %                                           | 1,01 %                       |
| 13                           | Turkiet                           | 7                            | align=right \| 0,24 % \|\| align=right \| 0,48 % |                              |
| 14                           | Danmark                           | 6                            | 0,21 %                                           | 0,40 %                       |
| 15                           | Nordamerika                       | 5                            | 0,17 %                                           | 0,38 %                       |
| 15                           | Sydamerika                        | 5                            | 0,17 %                                           | 0,70 %                       |
| 17                           | Norge                             | 3                            | 0,10 %                                           | 0,42 %                       |
| 18                           | Iran                              | 2                            | 0,07 %                                           | 0,73 %                       |
| 19                           | Okänt födelseland                 | 1                            | 0,03 %                                           | 0,01 %                       |
| 20                           | Bosnien och Hercegovina           | 0                            | 0,00 %                                           | 0,58 %                       |
| 20                           | Irak                              | 0                            | 0,00 %                                           | 1,39 %                       |
| 20                           | Island                            | 0                            | 0,00 %                                           | 0,06 %                       |
| 20                           | / SFR Jugoslavien/FR Jugoslavien  | 0                            | 0,00 %                                           | 0,65 %                       |
| 20                           | Oceanien                          | 0                            | 0,00 %                                           | 0,06 %                       |
| 20                           | Somalia                           | 0                            | 0,00 %                                           | 0,66 %                       |
| 20                           | Sovjetunionen                     | 0                            | 0,00 %                                           | 0,06 %                       |

### Hälsa
Kommunen hade 2015 landets tjockaste invånare och 24 procent var drabbade av fetma.

## Kultur

### Kulturarv
Vid Torvsjön finns Torvsjö kvarnar, en av de vattendrivna anläggningar i norra Europas som fortfarande fungerar. Anläggningen som bland annat består av skvaltkvarnar, tröskverk och ett elverk förklarades som byggnadsminne 1972. Utanför Fredrika finns en annan kvarn, Baksjölidens kvarnanläggning. Vid kvarnen, som är från 1860-talet, finns fornlämningar i form av fångstgropar.

### Kommunvapen
Blasonering: I rött fält ett framåtvänt renhuvud och mellan dess horn blomman av en näckros (Nuphar Luteum), allt av guld.
Diskussion om ett kommunvapen kom igång i början av 1950-talet. Man kom fram till att en ren skulle passa. Näckrosen kom till som ett särskiljande element från andra, likartade vapen. Det fastställdes 1955. Efter sammanläggningen 1974 kom vapnet ur bruk och man diskuterade ett nytt, gemensamt vapen. Efter delningen 1980 återtogs vapnet.